# Campeonato Uruguayo de Primera División 1965
El Campeonato Uruguayo 1965 fue el 61° torneo de Primera División del fútbol uruguayo, correspondiente al año 1965. Contó con la participación de 10 equipos, los cuales se enfrentaron en sistema de todos contra todos a dos ruedas.
El campeón fue el Club Atlético Peñarol, que clasificó a la Copa Libertadores 1966 junto a Nacional por ser subcampeón.
El recién ascendido Colón Fútbol Club descendió a la Segunda División, mientras que Defensor ascendió para disputar el campeonato del año siguiente.

## Participantes

### Ascensos y descensos
| Equipo | Ascendido como                      |
| ------ | ----------------------------------- |
| Colón  | Campeón de la Segunda División 1964 |

| Equipo   | Descendido como           |
| -------- | ------------------------- |
| Defensor | 10° Primera División 1964 |

## Campeonato

### Tabla de posiciones
| Pos. | Equipo               | PJ | PG | PE | PP | GF | GC | Dif. | Pts. |
| ---- | -------------------- | -- | -- | -- | -- | -- | -- | ---- | ---- |
| 1º   | Peñarol              | 18 | 15 | 2  | 1  | 43 | 17 | +26  | 32   |
| 2º   | Nacional             | 18 | 12 | 3  | 3  | 33 | 14 | +19  | 27   |
| 3º   | Cerro                | 18 | 11 | 3  | 4  | 31 | 18 | +13  | 25   |
| 4º   | Racing               | 18 | 8  | 3  | 7  | 27 | 29 | -2   | 19   |
| 5º   | Fénix                | 18 | 7  | 4  | 7  | 22 | 19 | +3   | 18   |
| 6º   | Danubio              | 18 | 6  | 5  | 7  | 26 | 27 | -1   | 17   |
| 7º   | Rampla Juniors       | 18 | 5  | 7  | 6  | 21 | 22 | -1   | 17   |
| 8º   | Sud América          | 18 | 4  | 3  | 11 | 23 | 34 | -11  | 11   |
| 9º   | Montevideo Wanderers | 18 | 2  | 3  | 13 | 16 | 36 | -20  | 7    |
| 10º  | Colón                | 18 | 2  | 3  | 13 | 14 | 40 | -26  | 7    |

|  | Campeón Uruguayo.             |
|  | Desciende a Segunda División. |

|                                                   |
| Uruguay                                           |
| Campeón Uruguayo 1965 Peñarol 27.mo título de AUF |

### Equipos clasificados

#### Copa Libertadores 1966
|   | Equipo   | Clasificación como              |
| - | -------- | ------------------------------- |
| 1 | Peñarol  | Campeón Primera División 1965   |
| 2 | Nacional | 2° puesto Primera División 1965 |

### Fixture
| Colón    | 1–0 | Sud América          |
| Fénix    | 3–0 | Danubio              |
| Nacional | 2–1 | Cerro                |
| Peñarol  | 1–0 | Rampla Juniors       |
| Racing   | 2–0 | Montevideo Wanderers |

| Cerro                | 4–0 | Racing      |
| Fénix                | 1–1 | Nacional    |
| Peñarol              | 2–1 | Danubio     |
| Rampla Juniors       | 3–2 | Sud América |
| Montevideo Wanderers | 2–1 | Colón       |

| Cerro       | 2–2 | Rampla Juniors       |
| Colón       | 3–0 | Danubio              |
| Nacional    | 1–0 | Montevideo Wanderers |
| Peñarol     | 4–1 | Racing               |
| Sud América | 2–1 | Fénix                |

| Danubio     | 0–0 | Cerro                |
| Fénix       | 3–0 | Montevideo Wanderers |
| Peñarol     | 5–1 | Colón                |
| Racing      | 2–2 | Rampla Juniors       |
| Sud América | 2–0 | Nacional             |

| Cerro          | 2–1 | Colón                |
| Danubio        | 4–1 | Sud América          |
| Nacional       | 2–1 | Racing               |
| Peñarol        | 3–0 | Montevideo Wanderers |
| Rampla Juniors | 2–0 | Fénix                |

| Cerro    | 3–2 | Montevideo Wanderers |
| Danubio  | 1–1 | Rampla Juniors       |
| Nacional | 1–0 | Colón                |
| Peñarol  | 4–2 | Sud América          |
| Racing   | 2–1 | Fénix                |

| Colón       | 0–0 | Fénix                |
| Danubio     | 1–1 | Racing               |
| Nacional    | 4–1 | Rampla Juniors       |
| Peñarol     | 1–0 | Cerro                |
| Sud América | 2–1 | Montevideo Wanderers |

| Cerro    | 1–0 | Fénix                |
| Colón    | 1–1 | Rampla Juniors       |
| Danubio  | 3–0 | Montevideo Wanderers |
| Nacional | 1–1 | Peñarol              |
| Racing   | 2–0 | Sud América          |

| Cerro          | 2–0 | Sud América          |
| Nacional       | 3–0 | Danubio              |
| Peñarol        | 2–1 | Fénix                |
| Racing         | 2–0 | Colón                |
| Rampla Juniors | 3–1 | Montevideo Wanderers |

| Nacional    | 1–1 | Cerro                |
| Fénix       | 1–0 | Danubio              |
| Peñarol     | 1–0 | Rampla Juniors       |
| Racing      | 2–0 | Montevideo Wanderers |
| Sud América | 3–0 | Colón                |

| Cerro          | 2–1 | Racing               |
| Colón          | 1–1 | Montevideo Wanderers |
| Nacional       | 4–1 | Fénix                |
| Peñarol        | 4–2 | Danubio              |
| Rampla Juniors | 1–1 | Sud América          |

| Cerro    | 1–0 | Rampla Juniors       |
| Danubio  | 4–1 | Colón                |
| Fénix    | 1–0 | Sud América          |
| Nacional | 2–1 | Montevideo Wanderers |
| Peñarol  | 1–0 | Racing               |

| Cerro    | 2–1 | Danubio              |
| Fénix    | 2–2 | Montevideo Wanderers |
| Nacional | 2–0 | Sud América          |
| Peñarol  | 3–1 | Colón                |
| Racing   | 1–1 | Rampla Juniors       |

| Cerro    | 4–2 | Colón                |
| Danubio  | 2–2 | Sud América          |
| Fénix    | 1–0 | Rampla Juniors       |
| Nacional | 4–1 | Racing               |
| Peñarol  | 3–1 | Montevideo Wanderers |

| Cerro    | 2–1 | Montevideo Wanderers |
| Danubio  | 1–1 | Rampla Juniors       |
| Nacional | 4–0 | Colón                |
| Peñarol  | 4–2 | Sud América          |
| Racing   | 3–1 | Fénix                |

| Danubio        | 3–1 | Racing               |
| Fénix          | 4–0 | Colón                |
| Peñarol        | 3–2 | Cerro                |
| Rampla Juniors | 1–0 | Nacional             |
| Sud América    | 1–1 | Montevideo Wanderers |

| Cerro          | 0–0 | Fénix                |
| Danubio        | 2–1 | Montevideo Wanderers |
| Nacional       | 1–1 | Peñarol              |
| Racing         | 3–2 | Sud América          |
| Rampla Juniors | 2–0 | Colón                |

| Cerro                | 2–1 | Sud América    |
| Danubio              | 1–0 | Nacional       |
| Fénix                | 1–0 | Peñarol        |
| Racing               | 2–1 | Colón          |
| Montevideo Wanderers | 2–0 | Rampla Juniors |

## Tabla del descenso
El recién ascendido Colón, quien duplicaba los puntos, no logró hacer una buena temporada y terminó último en el campeonato y en la tabla del descenso, perdiendo la categoría para la siguiente temporada.
Por otra parte, el equipo de Defensor fue campeón de la Divisional B y ascendió para jugar en Primera División del año siguiente.
| Pos. | Equipo               | Pts. 1964 | Pts. 1965 | Total |
| ---- | -------------------- | --------- | --------- | ----- |
| 1º   | Peñarol              | 34        | 32        | 66    |
| 2º   | Nacional             | 21        | 27        | 48    |
| 3º   | Cerro                | 19        | 25        | 44    |
| 4º   | Rampla Juniors       | 22        | 17        | 39    |
| 5º   | Danubio              | 13        | 17        | 30    |
| 6º   | Racing               | 10        | 19        | 29    |
| 7º   | Sud América          | 18        | 11        | 29    |
| 8º   | Fénix                | 10        | 18        | 28    |
| 9º   | Montevideo Wanderers | 21        | 7         | 28    |
| 10º  | Colón                | 1a B      | 7         | 14    |